# Ofelia Medina

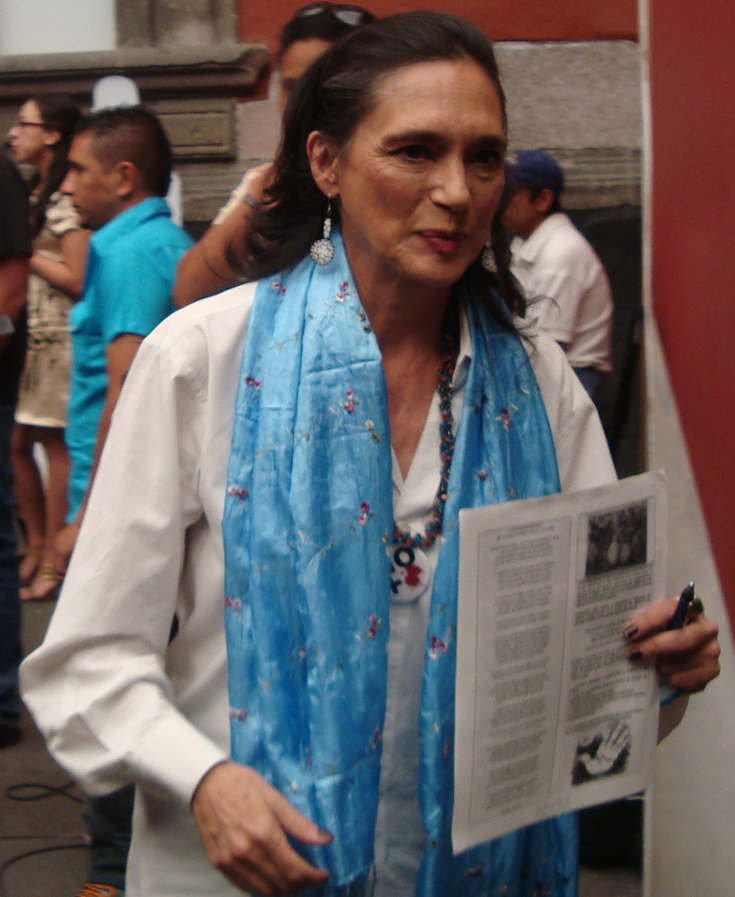
Medina, 2011

María Ofelia Medina Torres (Mérida, 4 maart 1950) is een Mexicaanse actrice, scenarioschrijver en activist. 
Ze studeerde Spaanse filologie aan de  UNAM en met Lee Strasberg en Alejandro Jodorowsky.
- Bibliothèque nationale de France: cb15612995k (data)
- International Standard Name Identifier: 0000 0000 0267 5256
- Library of Congress Control Number: no97083364
- Nederlandse Thesaurus van Auteursnamen: 122540263
- Virtual International Authority File: 74175523
- WorldCat: E39PBJgCHw4GKBGKQ7b9dRv4MP